# Johnny Ratón
Johnny Ratón es una película española de comedia dramática de 1969, estrenada el 20 de noviembre de 1970, coescrita y dirigida por Vicente Escrivá y protagonizada en el papel principal por el actor Robert Packer y el niño Ahui Camacho.
Raúl Pérez Cubero obtuvo el premio a la mejor fotografía en los premios del Sindicato Nacional del Espectáculo de 1969.
El tema principal de la banda sonora de la película era del cantante sueco afincado en España Sergio Krumbel.

## Sinopsis
Los monjes de la orden de San Juan de Dios esperan la llegada de un nuevo miembro a su congregación. Al llegar al aeropuerto de Sevilla para recogerlo, descubren sorprendidos que se trata de un hombre negro corpulento, veterano de la Segunda Guerra Mundial. El recién llegado es conocido con el apodo de "Johnny Ratón". Por su carácter afable pronto se ganará la estima de los otros hermanos de la fraternidad y de los huérfanos del hospital.

## Reparto
- Robert Packer como Johnny Ratón
- Luis Dávila como Hermano Pablo
- Jorge Rigaud como Padre Superior
- Ahui Camacho como	Nico
- Julio Ara
- José Luis Coll como Hermano Lorenzo
- Esperanza Méndez como María
- Frank Braña como Bill
- Pedro Luis Lozano
- David Aller como Muchacho
- Gonzalo Cañas
- Luis Induni como Comisario
- José Moratalla como Hermano Antonio
- Alberto Fernández como Anticuario
- Adriano Domínguez	como Doctor
- Víctor de Blas
- Carlos Hernán
- Luis Aller
- Iván Almagro
- Julio Jiménez
- Manuel Zarzo como	Ladrón
- José Sacristán como Limpiabotas
- Antonio Gades como Él mismo